# Buzzards d'El Paso
Les Buzzards de El Paso sont une ancienne franchise de hockey sur glace ayant joué dans la Western Professional Hockey League puis la Ligue centrale de hockey. Elle est basée à El Paso, situé dans l'État du Texas aux États-Unis.

## Histoire
La franchise des Buzzards de El Paso est fondée en 1996 alors que la Western Professional Hockey League, ligue de l'équipe, est créée. L'équipe remporte ainsi le championnat de la ligue à ses deux premières saisons. En 2001, la WPHL met fin à ses activités et les Buzzards rejoignent la Ligue centrale de hockey. Les Buzzards disparaissent en 2003 après deux saisons dans la LCH.

## Bilan

### Saisons en WPHL
| Saison    | PJ | V  | D  | DTB | BP  | BC  | Pts | Classement                      | Séries éliminatoires                                                                                           |
| --------- | -- | -- | -- | --- | --- | --- | --- | ------------------------------- | --- |
| 1996-1997 | 64 | 33 | 23 | 8   | 284 | 272 | 74  | Troisièmes de la WPHL           | 4-2 Ice Bats d'Austin 4-1 Stampede de Central Texas Champions de la WPHL                                       |
| 1997-1998 | 69 | 43 | 20 | 6   | 338 | 252 | 92  | Premiers de la division Ouest   | 3-1 Ice Pirates du Lac Charles 4-3 Scorpions du Nouveau-Mexique 4-0 Brahmas de Fort Worth Champions de la WPHL |
| 1998-1999 | 69 | 36 | 27 | 6   | 246 | 231 | 78  | Troisièmes de la division WPHLW | 1-2 Brahmas de Fort Worth                                                                                      |
| 1999-2000 | 70 | 39 | 24 | 7   | 287 | 250 | 85  | Troisièmes de la division Ouest | 1-2 IceRays de Corpus Christi                                                                                  |
| 2000-2001 | 70 | 29 | 33 | 8   | 206 | 234 | 66  | Troisièmes de la division Ouest | 3-4 Jackalopes d'Odessa                                                                                        |

### Saisons en LCH
| Saison    | PJ | V  | D  | DP | DTB | BP  | BC  | Pts | Classement                          | Séries éliminatoires                          |
| --------- | -- | -- | -- | -- | --- | --- | --- | --- | ----------------------------------- | --------------------------------------------- |
| 2001-2002 | 64 | 36 | 24 | -  | 4   | 223 | 222 | 76  | Deuxièmes de la division Sud-Ouest  | 3-2 Jackalopes d'Odessa 2-4 Ice Bats d'Austin |
| 2002-2003 | 64 | 18 | 40 | 3  | 3   | 184 | 265 | 42  | Quatrièmes de la division Sud-Ouest | Non qualifiés                                 |